# 前工業貿易署大樓

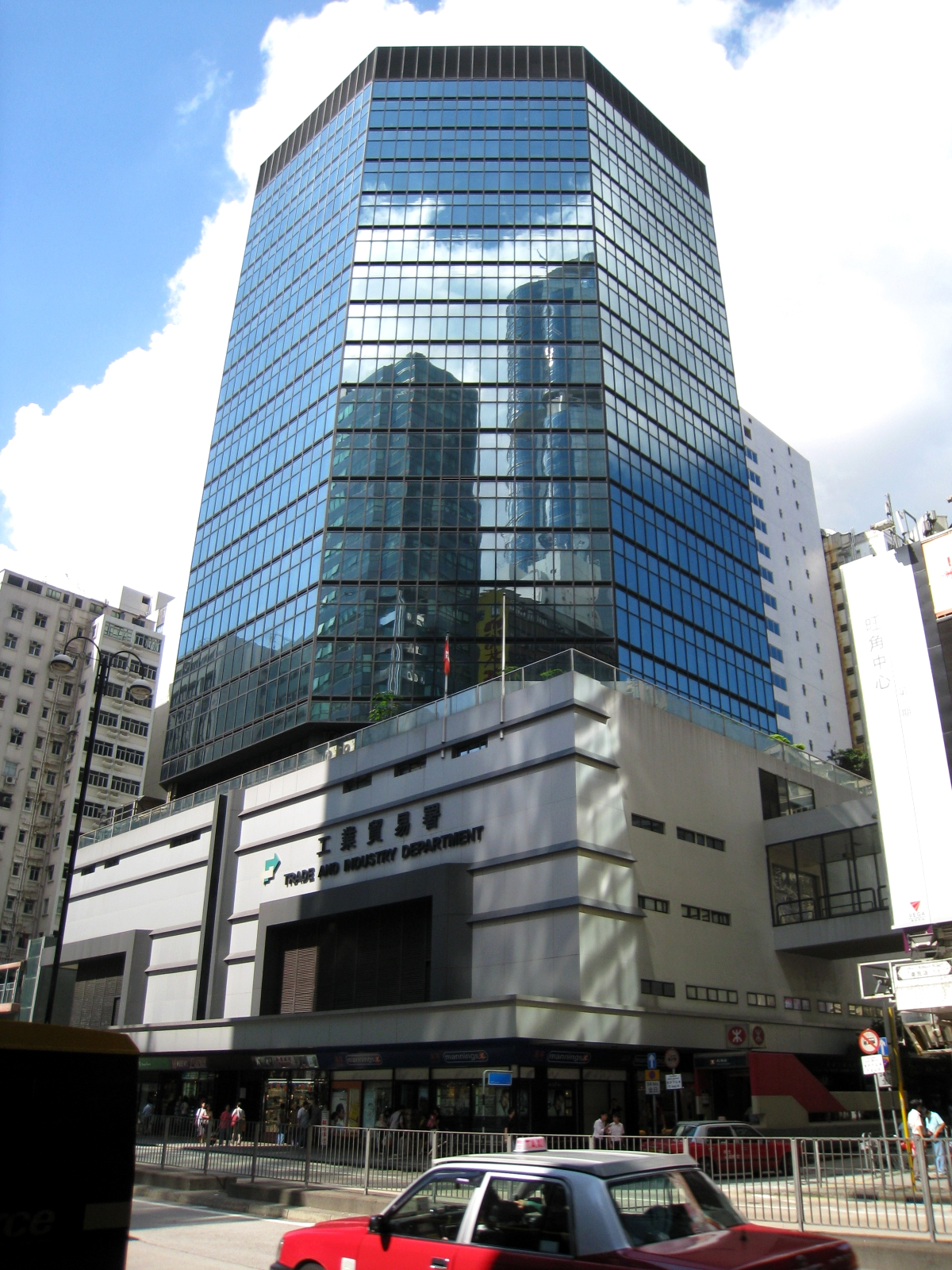
工業貿易署大樓

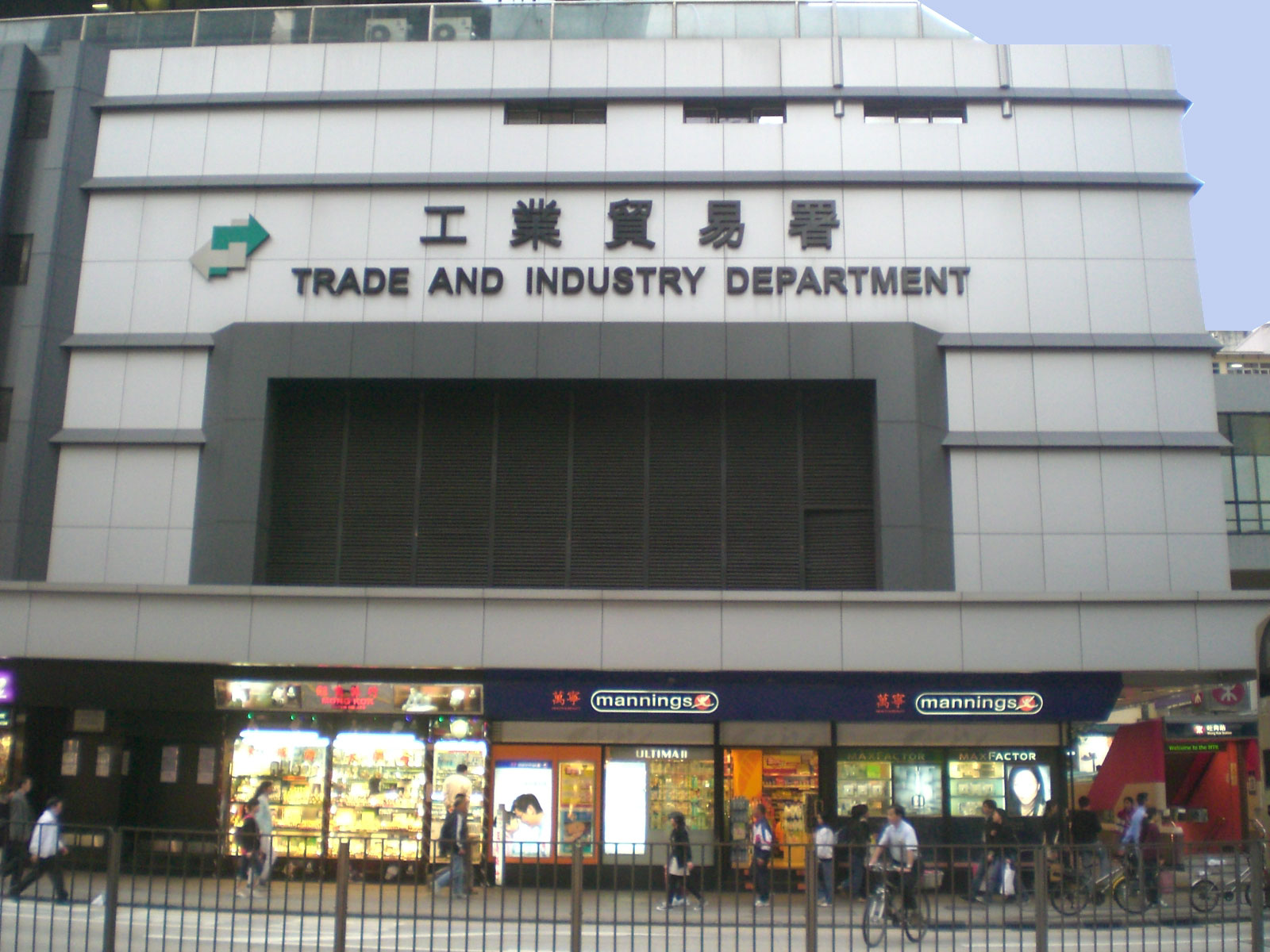
工業貿易署大樓下層

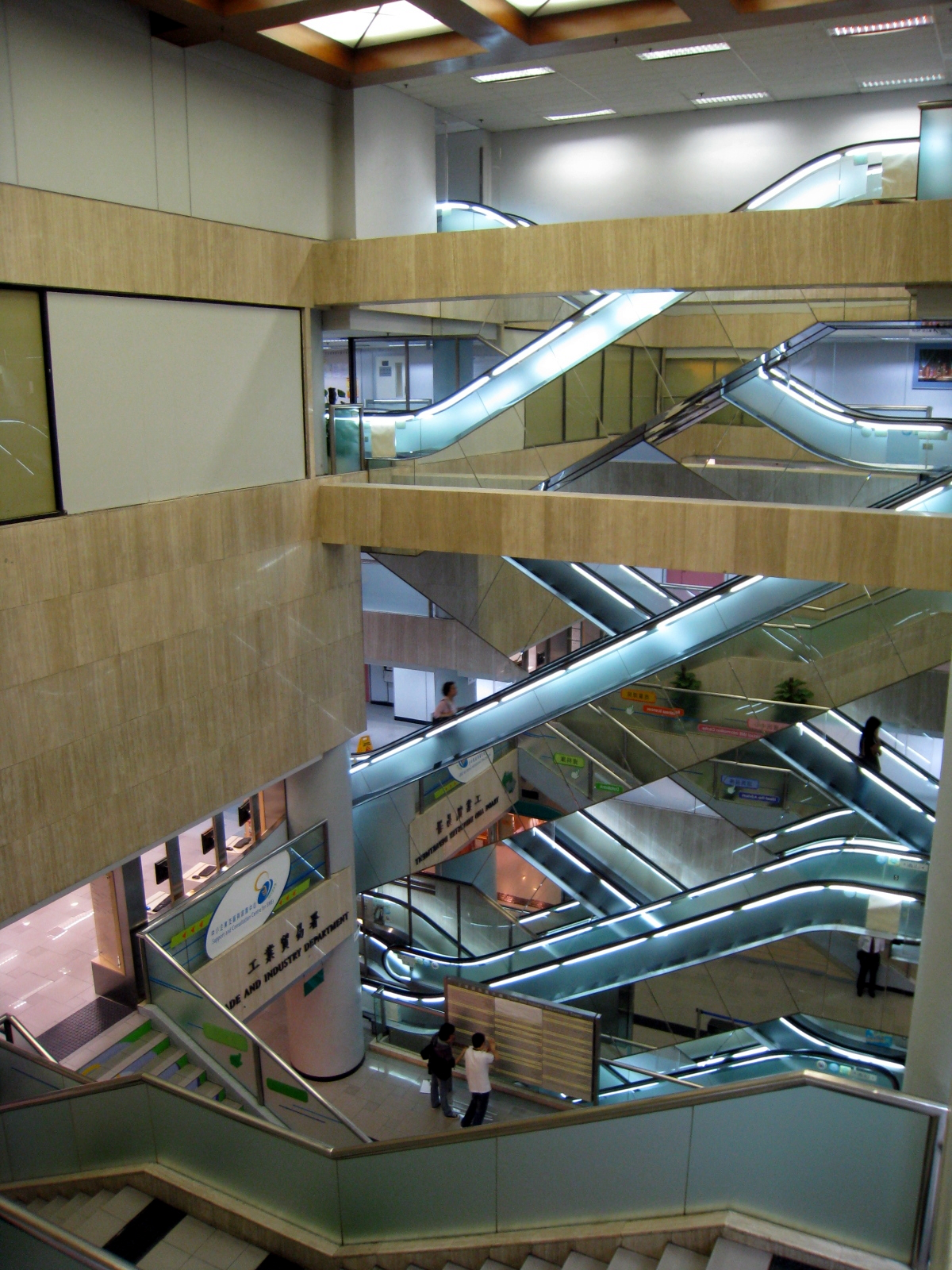
工業貿易署大樓低層中庭

前工業貿易署大樓位於香港九龍旺角彌敦道700號，樓高23層，2016年出售予領展房地產投資信託基金後翻新為現今的T.O.P This is Our Place。

## 歷史
工業貿易署大樓原址為舊旺角警署，後者於1964年遷移至太子道西現址。隨後由恒隆地產於彌敦道700號、快富街交界興建的旺角中心二期。1984年，香港政府租用部分寫字樓樓層交由城市理工學院作為臨時校舍。
1989年1月，香港政府斥資2.1億港元購入整棟大樓作為政府物業，另加1.126億港元用作翻新及裝修費。當時大樓的兩層地庫、地下、閣樓、1樓及2樓原是購物商場，政府購入整棟大樓後，便把大部分商場的空間改作辦公室，只保留在大樓地面的13個商舖繼續出租。而該大樓的地庫原設有旺角站B4出口及連接旺角中心一期2樓的行人天橋，亦因為地庫及2樓改建為政府辦公室而被封閉。
1990年，城市理工學院遷入九龍塘又一村達之路的永久校舍（隨後發展為香港城市大學），政府將該大樓的9至13樓轉交香港公開進修學院用作臨時校舍；14樓部分單位及15至16樓由香港海關使用；地庫、1至8樓、17至19樓用作前貿易署總部，大樓改稱「貿易署大樓」。
1996年，香港公開進修學院遷入何文田佛光街的永久校舍（隨後發展為香港公開大學，即今香港都會大學），騰出的樓層由其他香港政府部門包括香港海關、勞工處及香港警務處作為內部辦公室及對外服務的辦事處使用。2000年，前工業署和貿易署合併為工業貿易署，並且繼續以該大樓作為總部，大樓遂改稱為「工業貿易署大樓」。
當中香港警務處的無犯罪紀錄證明書辦事處曾經設在該大樓內，自從香港警察總部警政大樓落成後就搬離上址。而學生資助辦事處的專上學生資助組則於2008年4月起遷入該大樓的閣樓及12樓。
工業貿易署於2015年9月29日至10月8日期間分階段遷至啟德工業貿易大樓，工業貿易署大樓騰空作為商業發展。
大樓騰空後，政府產業署於2015年12月11日招標出售，並於2016年1月8日截標。據報收到最少6份標書，全幢大樓總樓面面積約28.43萬平方呎，市場估值介乎48億元至65億400萬元，折合每方呎樓面價格約1.7萬至2.3萬元。2016年2月19日，政府產業署宣布領展以59.1億元投得大樓99%業權，其餘1%業權由港鐵持有，用作地下鐵路通風塔口及旺角港鐵站的冷卻水系統用途，項目總面積約284,288方呎，以成交價計算，呎價20,789元。 現時為領展商場T.O.P，旺角站1989年封閉的出口， 重新開放成為現在B4出口。

## 批評
2008年4月，審計署發表報告，批評政府產業署，將位處黃金地段的工業貿易署大樓低層用作寫字樓，嚴重浪費政府物業。另外工貿署大樓內的舖位，由1990至2007年期間，發現全年的租金收入整體上升38%，但其中7個舖位，2007年每平方米的月租，遠較1990年為低，情况並不合理；如在2007年，由每平方米123元至4800元不等，其中J及K舖位租金最低，由1990年每平方米月租為2222元，到2007年竟下降至123元。產業署署長郭家強則反駁，出租大樓部份作商場，反會使政府損失850萬元，地鋪呎租過份便宜，因附近行人天橋落成人流減少，影響租價。

## 現況

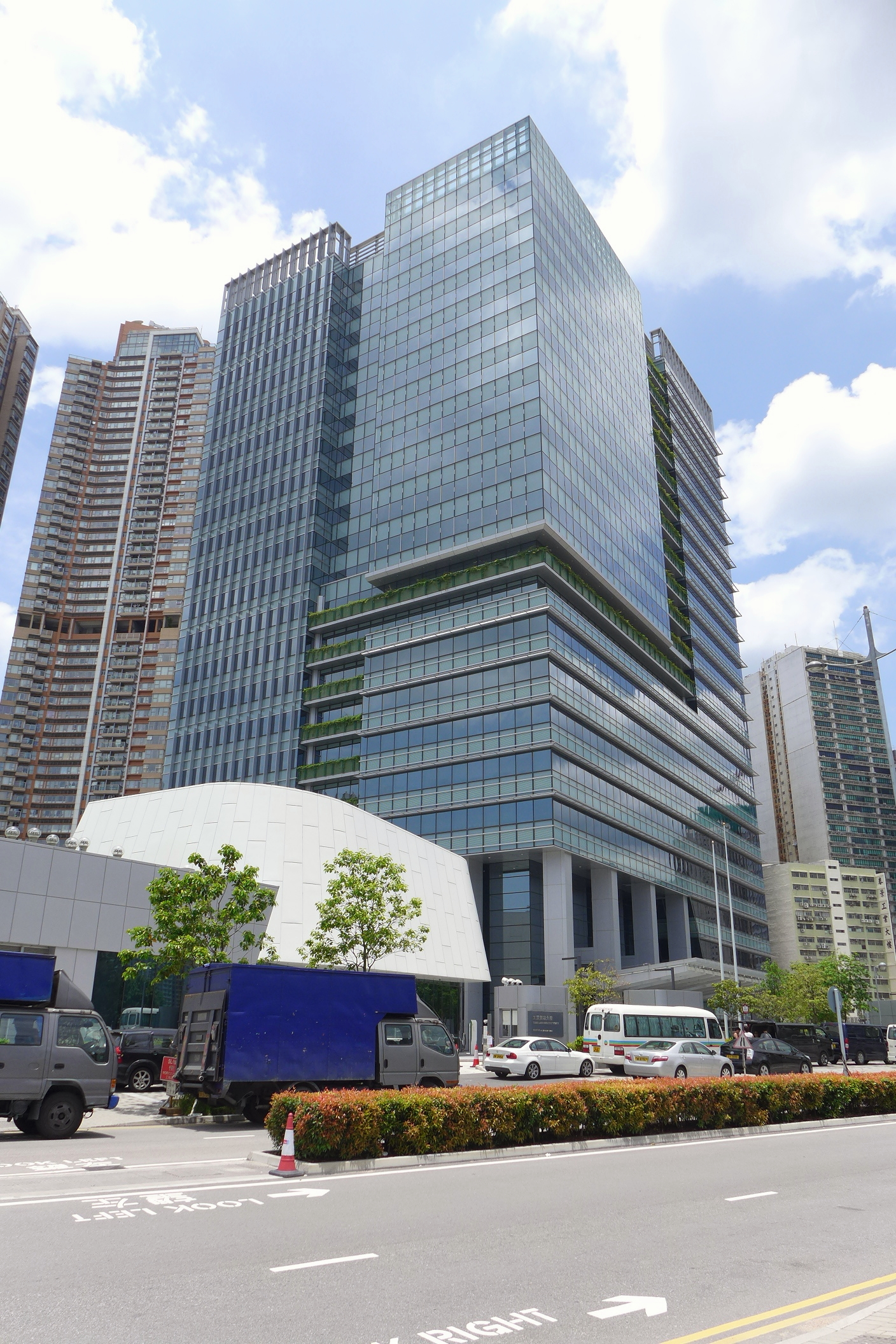
啟德發展區的新工業貿易大樓

工業貿易署大樓的政府部門已經遷往啟德發展區。而舊有位於旺角的前工業貿易署大樓，則於2015年12月招標出售，2016年1月截標。2016年2月政府產業署宣佈領展以59.1億元投得大樓99%業權，領展表示投資約4億元將此項目改造成以零售及服務行業為主題的銀座式商廈，初步預計所需時間約18個月。
2016年12月，領展向傳媒透露在翻新工程完成後，將會命名為700 Nathan Road，並重開連接旺角中心一期的行人天橋及地庫連接港鐵旺角站的出入口，預料開業時租金水平會與同區朗豪坊租金水平相若。
商場店舖面積約130至2700方呎，以中檔年輕購物商場作定位。目前落實的租客包括位於地庫層約1萬方呎的韓國品牌ALAND及韓式燒烤餐廳。寫字樓佔15層，每層面積約1,000平方呎至11,700平方呎，計劃租客包括5層醫務所、3層樓上舖、4層一般寫字樓、3層美容層，意向租金每平方呎52元，已落實承租2至3層寫字樓。商戶包括商務中心Regus、Ingrid Millet、建築師樓。

## 相關
- 旺角中心
- 旺角行人天橋系統